# محوطه دوز یول
محوطه دوز یول مربوط به دوره اشکانیان است و در شهرستان زنجان، بخش مرکزی، دهستان قتلوق، ۱/۶ کیلومتری شمال شرق روستای حاجی بچه واقع شده و این اثر در تاریخ ۱۸ اسفند ۱۳۸۷ با شمارهٔ ثبت ۲۵۳۲۸ به‌عنوان یکی از آثار ملی ایران به ثبت رسیده است.